# Kanstancin Rudenok
Kanstancin Aljakseevič Rudenok (in bielorusso Канстанцін Аляксеевіч Рудзянок?; in russo Константин Алексеевич Руденок?, Konstantin Alekseevič Rudenok; Homel', 15 dicembre 1990) è un ex calciatore bielorusso, di ruolo portiere.

## Palmarès

### Club

#### Competizioni nazionali
- Campionato bielorusso: 1

Šachcër Salihorsk: 2021